# Adenomera thomei
Adenomera thomei е вид жаба от семейство Жаби свирци (Leptodactylidae). Видът не е застрашен от изчезване.

## Разпространение
Разпространен е в Бразилия (Еспирито Санто).